# Кубок П'ятигорського
Кубок П'ятигорського - два гросмейстерських шахових турніри, що проводилися в два кола в США в 1963 і 1966 роках. Спонсором турнірів був Фонд П'ятигорського. Це були найсильніші американські шахові змагання від часів турніру Нью-Йорк 1927.
Жаклін П'ятігорскі (до шлюбу Ротшильд) була однією з найсильніших шахісток США і постійною учасницею Чемпіонату США з шахів серед жінок. Вона була авторкою ідеї кубка основною організаторкою турніру. Призові фонди були одними з найбільших серед будь-яких шахових турнірів до того часу. Кожному гравцеві було гарантовано приз і всі відрядні витрати оплачено.

## Лос-Анджелес 1963
Перший Кубок П'ятигорського відбувся в готелі "Амбассадор" в Лос-Анджелесі в липні 1963 року. Учасниками турніру стали вісім гравців з п'яти країн. Радянські представники, Пауль Керес і чемпіон світу Тигран Петросян, поділили перше місце з результатом 8 ½ /14, одержавши разом понад половину призового фонду, який становив $10,000 ($3000 за перше місце). Оскільки долари, які прибували в СРСР, радянська влада міняла на рублі за невигідним курсом, то Керес і Петросян, як повідомляється, купили за свої виграші легкові автомобілі (Rambler). Керес виграв більшість ігор турніру (шість), але двічі поступилися Самуелеві Решевському. Кубок став для Петросяна першим турніром після перемоги в Матчі за звання чемпіона світу 1963 проти Михайла Ботвинника і був одним із двох перших призів, які він поділив за своє шестирічне чемпіонство. Він став першим чемпіоном світу, який взяв участь у американському турнірі, після Олександра Альохіна (Пасадена, 1932 рік). Після поразки у другому турі від Світозара Глігорича Петросян решту турніру провів упевнено.
Решта учасників турніру: двоє американців - Решевский і Пал Бенко, двоє аргентинців - Оскар Панно і Мігель Найдорф і двоє європейців - Глігорич (Югославія) і Фрідрік Олафссон (Ісландія). Чемпіон США Боббі Фішер відхилив запрошення після того, як організатори турніру відхилили його запит на особистий гонорар $2000.
Глігорич лідирував після першої половини турніру 4½/7, але зробив лише три нічиї в останніх семи матчах і фінішував п'ятим, після двох переможців та Найдорфа і Олафссона. Петросян показав найкращий результат у другій половині - 5/7. Перед останнім туром Петросян лідирував з 8 очками, далі йшли Керес з 7½ і Найдорф та Олафссон з 7. І Петросян і Керес грали чорними в останньому турі. Петросян звів свою гру проти Решевського внічию, тоді як Керес переміг Глігорича і зумів завдяки цьому зрівнятися з Петросяном в боротьбі за перше місце - 8 ½ очок.
Айзек Кешден був директором турніру і редактором книги про нього, яка вийшла 1965 року, переважно з анотаціями Решевського.

### Таблиця
|   |                               | 1   | 2   | 3   | 4   | 5   | 6   | 7   | 8   | Загалом |
| - | ----------------------------- | --- | --- | --- | --- | --- | --- | --- | --- | ------- |
| 1 | Пауль Керес (СРСР)            | –   | ½ ½ | ½ 0 | 1 1 | 0 0 | ½ 1 | 1 1 | ½ 1 | 8½      |
| 2 | Тигран Петросян (СРСР)        | ½ ½ | –   | ½ ½ | ½ ½ | ½ ½ | 0 1 | 1 1 | ½ 1 | 8½      |
| 3 | Мігель Найдорф (Аргентина)    | ½ 1 | ½ ½ | –   | ½ 0 | 1 ½ | ½ ½ | 0 ½ | 1 ½ | 7½      |
| 4 | Фрідрік Олафссон (Ісландія)   | 0 0 | ½ ½ | ½ 1 | –   | ½ 1 | ½ 1 | 1 0 | ½ ½ | 7½      |
| 5 | Самуель Решевський (США)      | 1 1 | ½ ½ | 0 ½ | ½ 0 | –   | ½ ½ | 1 ½ | 0 ½ | 7       |
| 6 | Светозар Глігорич (Югославія) | ½ 0 | 1 0 | ½ ½ | ½ 0 | ½ ½ | –   | ½ 0 | 1 ½ | 6       |
| 7 | Пал Бенко (США)               | 0 0 | 0 0 | 1 ½ | 0 1 | 0 ½ | ½ 1 | –   | 1 0 | 5½      |
| 8 | Оскар Панно (Аргентина)       | ½ 0 | ½ 0 | 0 ½ | ½ ½ | 1 ½ | 0 ½ | 0 1 | –   | 5½      |

## Санта-Моніка 1966
Другий і останній турнір цієї серії відбувся в липні і серпні 1966 року в готелі Мірамар (Санта-Моніка). Кількість учасників збільшилася з восьми до десяти, а призовий фонд було подвоєно до 20000 доларів (перше місце: $5000, друге: $3000, третє - $2500, четверте: $2000, п'яте: $1750, шосте: $1500, сьоме: $1300, восьме: $1150, дев'яте: $1050, десяте: $1000). Цього разу всі гравці прийняли запрошення, включаючи Фішера. Було представлено вісім країн. Хоча радянсько-американська напруженість через війну у В'єтнамі, здавалося, погрожувала участі радянських шахістів у змаганні, але Радянська шахова федерація відправила чемпіона світу Тиграна Петросяна і претендента Бориса Спаського. Петросян і Спаський зіграли навесні матч за звання чемпіона світу, в якому Петросян зберіг свій титул. Інші учасники: Боббі Фішер і Самуель Решевський (США), Бент Ларсен (Данія), Лайош Портіш (Угорщина), Вольфганг Унцікер (ФРН), Мігель Найдорф (Аргентина), Борислав Івков (Югославія), і Ян Хейн Доннер (Нідерланди).
Інтерес до турніру був надзвичайно високим, як для шахової події в Сполучених Штатах, кожен тур відвідували понад 500 глядачів. Гра 17-го туру між лідерами турніру Спаським і Фішером привабила понад 900 глядачів, багато з них відвернулися від шахівниці. Глядачі бачили позиції в ході партії за допомогою нової проєкційної системи, розробленої Жаклін П'ятігорскі, а не звичайних настінних шахівниць.
Спаський захопив раннє лідерство завдяки перемогам над Унцікером, Івковим і Фішером. Після першої половини він ділив його з Ларсеном, по 6/9 очок. Петросян вибув з числа претендентів на перемогу раніше, після поразки в третьому раунді від Портіша і поразки в сьомому раунді після того, як Ларсен застосував жертву ферзя. Фішер програв три матчі поспіль на другому тижні гри (раунди 6, 7 і 8) і був передостаннім, маючи 3½/9, після першої половини турніру. Фішер потім виграв чотири гри поспіль (перед відпочинком), звів унічию одну, потім виграв ще дві, наздогнавши Спаського перед двома останніми партіями. Спаський переміг Фішера у восьмому раунді, але вони зустрілися вдруге у передостанньому турі. Хоча Фішер мав перевагу білих фігур, але Спаський застосував контратаку Маршалла в іспанській партії, звівши її внічию за 37 ходів. Маючи перед останнім туром по 10½ очок, Спаський переміг Доннера тоді як Фішер зіграв унічию з Петросяном, що дозволило Спаському стати переможцем турніру з перевагою в пів-очка. Він був єдиним гравцем, який не зазнав поразок. Фішер і Ларсен виграли найбільше ігор (по сім), але Фішер не зміг надолужити свій повільний старт. Ларсен ділив лідерство після 11 раунду, але, хоча він і переміг Петросяна в обох їхніх зустрічах, чотири поразки (зокрема три у турах 12 - 15), відкинули його на третє місце.
Книга про турнір Другий Кубок П'ятигорського (1968) під редакцією директора турніру Айзека Кешдена примітна завдяки тому, що для неї написали коментарі більшість учасників. Семеро гравців анотували всі свої ігри, Фішер надав нотатки для однієї зі своїх ігор (проти Найдорфа).

### Таблиця і очки після кожного туру
|                                | 1 | 2  | 3  | 4  | 5  | 6  | 7  | 8  | 9  | 10 | 11 | 12 | 13 | 14 | 15 | 16 | 17  | 18  |
| ------------------------------ | - | -- | -- | -- | -- | -- | -- | -- | -- | -- | -- | -- | -- | -- | -- | -- | --- | --- |
| Борис Спаський (СРСР)          | ½ | 1½ | 2  | 2½ | 3  | 3½ | 4½ | 5½ | 6  | 6½ | 7  | 7½ | 8½ | 9  | 9½ | 10 | 10½ | 11½ |
| Боббі Фішер (США)              | ½ | 1  | 2  | 2½ | 3  | 3  | 3  | 3  | 3½ | 4½ | 5½ | 6½ | 7½ | 8  | 9  | 10 | 10½ | 11  |
| Бент Ларсен (Данія)            | 0 | ½  | 1  | 1½ | 2½ | 3½ | 4½ | 5  | 6  | 6  | 7  | 7  | 7  | 7½ | 7½ | 8½ | 9½  | 10  |
| Лайош Портіш (Угорщина)        | ½ | 1  | 2  | 2½ | 3  | 3½ | 4  | 4½ | 4½ | 5  | 5  | 5½ | 6  | 6½ | 7½ | 8½ | 9   | 9½  |
| Вольфганг Унцікер (ФРН)        | ½ | ½  | 1  | 1½ | 2  | 2½ | 3  | 3½ | 4½ | 5  | 5½ | 6  | 6½ | 7  | 7½ | 8½ | 9   | 9½  |
| Тигран Петросян (СРСР)         | ½ | 1  | 1  | 1½ | 2  | 2½ | 2½ | 3½ | 4  | 4½ | 5  | 5½ | 6½ | 7  | 7½ | 7½ | 8½  | 9   |
| Самуель Решевський (США)       | ½ | 1  | 1½ | 2  | 2½ | 3½ | 4  | 4½ | 5  | 5  | 5½ | 6  | 6½ | 7  | 7½ | 7½ | 8½  | 9   |
| Мігель Найдорф (Аргентина)     | ½ | 1½ | 2  | 2½ | 2½ | 3  | 4  | 4  | 4½ | 5  | 5½ | 6½ | 7  | 7½ | 8  | 8  | 8   | 8   |
| Борислав Івков (Югославія)     | 1 | 1  | 1  | 1½ | 2  | 2½ | 2½ | 3  | 3  | 3  | 3½ | 3½ | 4  | 4½ | 4½ | 5  | 6   | 6½  |
| Ян Гендрік Доннер (Нідерланди) | ½ | 1  | 1½ | 2  | 2½ | 2½ | 3  | 3½ | 4  | 4½ | 5½ | 5½ | 5½ | 5½ | 6  | 6  | 6   | 6   |

|    |                                | 1   | 2   | 3   | 4   | 5   | 6   | 7   | 8   | 9   | 10  | Загалом |
| -- | ------------------------------ | --- | --- | --- | --- | --- | --- | --- | --- | --- | --- | ------- |
| 1  | Борис Спаський (СРСР)          | –   | 1 ½ | ½ 1 | ½ ½ | 1 ½ | ½ ½ | ½ ½ | ½ ½ | 1 ½ | ½ 1 | 11½     |
| 2  | Боббі Фішер (США)              | 0 ½ | –   | 0 1 | ½ 1 | ½ ½ | ½ ½ | ½ 1 | 0 1 | 1 1 | ½ 1 | 11      |
| 3  | Бент Ларсен (Данія)            | ½ 0 | 1 0 | –   | 1 ½ | ½ 0 | 1 1 | ½ 1 | 1 ½ | 0 1 | ½ 0 | 10      |
| 4  | Лайош Портіш (Угорщина)        | ½ ½ | ½ 0 | 0 ½ | –   | ½ ½ | 1 ½ | ½ ½ | ½ ½ | ½ 1 | ½ 1 | 9½      |
| 5  | Вольфганг Унцікер (ФРН)        | 0 ½ | ½ ½ | ½ 1 | ½ ½ | –   | ½ ½ | ½ ½ | ½ ½ | 1 ½ | ½ ½ | 9½      |
| 6  | Тигран Петросян (СРСР)         | ½ ½ | ½ ½ | 0 0 | 0 ½ | ½ ½ | –   | ½ ½ | 1 1 | ½ ½ | ½ 1 | 9       |
| 7  | Самуель Решевський (США)       | ½ ½ | ½ 0 | ½ 0 | ½ ½ | ½ ½ | ½ ½ | –   | ½ 1 | ½ ½ | 1 ½ | 9       |
| 8  | Мігель Найдорф (Аргентина)     | ½ ½ | 1 0 | 0 ½ | ½ ½ | ½ ½ | 0 0 | ½ 0 | –   | 1 ½ | ½ 1 | 8       |
| 9  | Борислав Івков (Югославія)     | 0 ½ | 0 0 | 1 0 | ½ 0 | 0 ½ | ½ ½ | ½ ½ | 0 ½ | –   | ½ 1 | 6½      |
| 10 | Ян Гендрік Доннер (Нідерланди) | ½ 0 | ½ 0 | ½ 1 | ½ 0 | ½ ½ | ½ 0 | 0 ½ | ½ 0 | ½ 0 | –   | 6       |